# Glândula de Skene
Na anatomia humana feminina, as glândulas de Skene (/skiːn/, também conhecidas como glândulas vestibulares menores, glândulas parauretrais e próstata feminina) são glândulas localizadas ao redor da extremidade inferior da uretra. As glândulas são cercadas por tecido que incha com sangue durante a excitação sexual e secretam um fluido de aberturas perto da uretra, particularmente durante o orgasmo.

## Estrutura e função

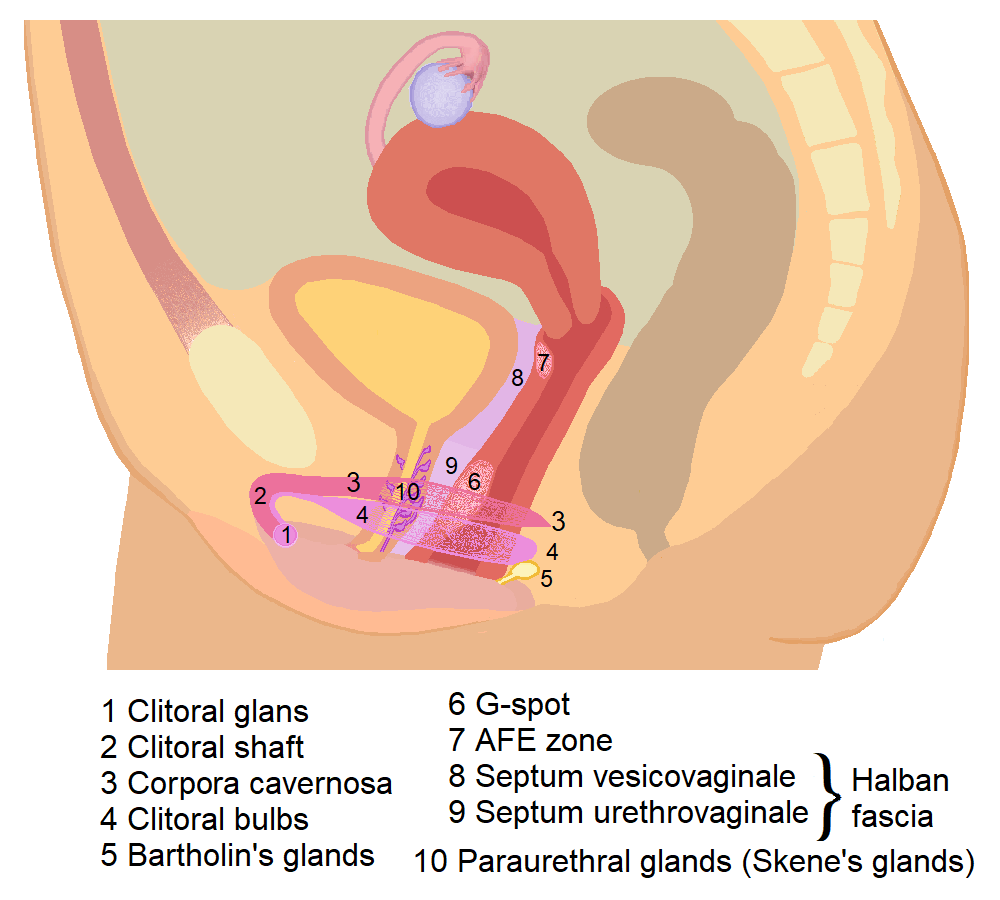

As glândulas de Skene estão localizadas no vestíbulo da vulva, ao redor da extremidade inferior da uretra. Os dois ductos de Skene conduzem das glândulas de Skene ao vestíbulo vulvar, à esquerda e à direita da abertura uretral, de onde são estruturalmente capazes de secretar fluido. Embora ainda haja debate sobre a função das glândulas de Skene, uma das finalidades é secretar um fluido que ajuda a lubrificar a abertura uretral.
As glândulas de Skene produzem um ultrafiltrado de plasma sanguíneo semelhante ao leite. As glândulas podem ser a fonte da ejaculação feminina, mas isso não foi comprovado. Como elas e a próstata masculina agem de maneira semelhante, secretando o antígeno prostático específico (APE), que é uma proteína ejaculada produzida nos homens, e a fosfatase ácida específica da próstata, alguns autores referem-se às glândulas de Skene como a "próstata feminina". É homóloga à próstata masculina (desenvolvida a partir dos mesmos tecidos embriológicos), mas sua homologia ainda é uma questão de pesquisa. A ejaculação feminina pode resultar da atividade sexual para algumas mulheres, especialmente durante o orgasmo. Além do APE e da fosfatase ácida, o fluido da glândula de Skene contém altas concentrações de glicose e frutose.
Numa quantidade de alguns mililitros, o líquido é secretado por essas glândulas quando estimuladas de dentro da vagina. A ejaculação feminina e o esguicho (secreção de grandes quantidades de líquido) são considerados pelos pesquisadores como dois processos diferentes. Eles podem ocorrer em combinação durante o orgasmo. Esguichar sozinho é uma expulsão repentina de líquido que, pelo menos em parte, vem da bexiga e contém urina, enquanto o fluido da ejaculação inclui um ejaculado transparente esbranquiçado que parece vir da glândula de Skene.